# Cormacův glosář
Cormacův glosář (Sanas Cormaic, Sanas Chormaic) je irský encyklopedický slovník z 10. století, jehož autorem je Cormac mac Cuilennáin (836–908), munsterský král (902–908) a biskup.
Cormacův glosář obsahuje informace o původu více než 1 400 irských názvů, svátků, zvyků a bohů a bohyň. Z etymologického hlediska obsahuje řadu chyb, je ale významným zdrojem znalostí o irském folklóru 10. století a o tom, jak Irové dokázali skloubit původní pohanskou víru s křesťanstvím. Existuje domněnka, že Cormacův glosář je pozůstatkem ztracené sbírky rukopisů Saltair Chaisil, kterou Cormac editoval.